# Jenn Proske
Jennifer „Jenn“ Proske (* 8. August 1987 in Toronto, Ontario) ist eine kanadisch-US-amerikanische Schauspielerin, bekannt durch ihre Hauptrolle in der Parodie Beilight – Bis(s) zum Abendbrot, welche die Twilight-Saga aufs Korn nimmt.

## Leben
Die Familie zog in die USA, als Jennifer vier Jahre alt war. Im Mai 2009 schloss sie das College of Fine Arts der Boston University in den Fächern Schauspiel und Theaterwissenschaften erfolgreich ab. In dieser Zeit trat sie sowohl für das Kennedy Center American College Theatre Festival in „Pope Joan“ wie auch Off-Broadway an den New World Stages auf. Außerdem verbrachte sie ein Studiensemester in Australien und arbeitete unter der Anleitung von Cate Blanchett und Andrew Upton für die Sydney Theatre Company. Ihre erste große Rolle erhielt sie 2010 in Form der Hauptrolle Becca Crane im Film Beilight – Bis(s) zum Abendbrot. Darauf folgten Gastauftritte in den Krimiserien CSI: NY und Law & Order: Special Victims Unit. 2012 hatte sie eine der Hauptrollen im Lifetime-Fernsehfilm Sexting in Suburbia inne.
Proske ist seit dem 26. Mai 2013 mit dem Schauspieler Stephen Schneider verheiratet. Die beiden haben eine gemeinsame Tochter, welche im März 2015 geboren wurde.

## Filmografie (Auswahl)
- 2010: Beilight – Bis(s) zum Abendbrot (Vampires Suck)
- 2011: CSI: NY (Fernsehserie, Episode 8x08 und 8x09)
- 2012: Law & Order: Special Victims Unit (Fernsehserie, Episode 13x11)
- 2012: House of Lies (Fernsehserie, Episode 1x08)
- 2012: Sexting in Suburbia (Fernsehfilm)
- 2012: Beauty and the Beast (Fernsehserie, Episode 1x04)
- 2013: Graceland (Fernsehserie, 6 Episoden)
- 2014: Rizzoli & Isles (Fernsehserie, Episode 5x02)